# درتی سانچز
دِرتی سانچز (به انگلیسی: Dirty Sanchez) یا سانچز کثیف به عمل مالیدن مدفوع در بالای لب شریک جنسی طی سکس مقعدی گفته می‌شود؛ به شکلی که روی صورت او مانند سبیل به‌نظر بیاید. این عمل با نام‌های دیگری مانند چاپلین شکلاتی، سانچز پلید، استینای خوشحال، سبیل منجمد و گوزن سبیلو نیز شناخته می‌شود.

## ریشه
گوستاو آرلانو نویسندهٔ ستون !از یک مکزیکی بپرس¡ در روزنامهٔ اوسی ویکلی منشأ «سانچز کثیف» را مرتبط با سبیل پرپشتی می‌داند که در جامعهٔ آمریکا به‌صورت یک کلیشه برای یاد کردن از مکزیکی‌ها درآمده‌است. جردن تیت در کتاب The Contemporary Dictionary of Sexual Euphemisms پیدایش این واژه را مربوط به دوران جنگ آمریکا و مکزیک در قرن نوزدهم میلادی دانسته و ادعا کرده این اصطلاح از زمانی باب شد که سربازان فاتح آمریکایی، مقعد آغشته به مدفوعشان را با مالیدن آن به بینی اسیران مکزیکی تمیز می‌کردند.

## درستی
دن سوج روزنامه‌نگار آمریکایی این عمل را فقط یک داستان خیالی می‌داند. برایان بولدری نیز در کتاب واژه‌های کثیف: دائرةالمعارف ادبیات سکس، «سانچز کثیف» را یک افسانهٔ شهری دانسته‌است.
در سال ۲۰۰۶ و در پی انتشار فیلمی از روابط جنسی هنرپیشهٔ آمریکایی داستین دایموند، زمزمه‌هایی در رسانه‌ها به‌گوش رسید مبنی بر این‌که او در آن فیلم عمل «سانچز کثیف» را انجام داده‌است. دیوید هانس اشمیت دلال عکس و فیلم ستاره‌ها که خودش در انتشار فیلم دایموند نقش داشت در اکتبر ۲۰۰۶ در شوی تلویزیونی هوارد استرن گفت که دایموند در آن فیلم آن کار را انجام داده‌است. هوارد استرن هم پس از تماشای فیلم مذکور گفته‌های اشمیت را تصدیق کرد.